# This Place Hotel
This Place Hotel (conosciuta anche come Heartbreak Hotel) è una canzone del gruppo musicale statunitense The Jacksons scritta da Michael Jackson e pubblicata il 24 novembre 1980 come secondo singolo dall'album Triumph dello stesso anno.

## Descrizione

### Il titolo
Il titolo originale del brano era Heartbreak Hotel, che così compariva nella prima edizione dell'album Triumph e nelle prime copertine dei singoli, e che solo successivamente venne rinominato in This Place Hotel per non confonderlo con l'omonimo successo del 1956 di Elvis Presley e per evitare eventuali cause per violazione del copyright. Il titolo originale fu comunque mantenuto come sottotitolo in tutte le ristampe del libretto allegato al disco e alle raccolte sia dei Jacksons che di Michael Jackson come solista.
Sotto il punto di vista contenutistico, il testo del brano è narrato da un uomo che, dieci anni prima, volle portare la sua fidanzata in un hotel per passare insieme una notte romantica, salvo poi scoprire con orrore che in realtà quello è un luogo ideato appositamente per separare le coppie, favorito dalla presenza di entità misteriose e inquietanti.

### Il brano
La canzone è annoverata come la prima tra quelle scritte ed interpretate da Michael Jackson ad avere uno stile e delle atmosfere cinematografiche che richiamano i film noir e thriller, con suoni lugubri, risate malvagie e urla in stile hollywoodiano, stile che in seguito il cantante avrebbe ripreso per celebri brani della sua carriera solista come Thriller (quest'ultima scritta da Rod Temperton), Smooth Criminal, Who Is It, Dangerous, Blood on the Dance Floor, Ghosts, Is It Scary e Threatened. Gli urla di donna che si sentono all'inizio della canzone sono state interpretate da La Toya Jackson, sorella di mezzo dei Jacksons e che proprio nel 1980 avrebbe realizzato il suo primo album come cantante solista.

## Tracce
7" (Stati Uniti)
1. Heartbreak Hotel – 4:49 (Michael Jackson)
2. Things I Do for You – 4:05 (The Jacksons)

7" (Regno Unito)
1. Heartbreak Hotel – 4:47 (Michael Jackson)
2. Different Kind Of Lady – 3:36 (The Jacksons)

12" - ristampa (Stati Uniti)
1. This Place Hotel – 4:49 (Michael Jackson)
2. Blame It On The Boogie (Single Version) – 7:00 (D. Jackson, E. Krohn, M. Jackson)

## Promozione
Il brano fu eseguito dai Jacksons durante il Triumph Tour del 1981 e il Victory Tour del 1984. Michael Jackson, durante la sua prima tournée da solista, il Bad World Tour (1987-1989), lo inserì in scaletta in una versione un po' più veloce e ritmata. La versione dal vivo del brano, pertanto, appare sia nel doppio album dal vivo bootleg One Night in Japan, registrato durante il Bad Tour a Yokohama in Giappone il 26 settembre 1987, che nel DVD ufficiale Michael Jackson Live at Wembley July 16, 1988, e nel relativo CD live pubblicato nella Deluxe Edition dell'album Bad 25, entrambi del 2012. L'introduzione parlata alla canzone usata nel Bad World Tour (ovvero una sorta di poema noir seguito dalla silhouette del cantante proiettata su di un telone grazie alle ombre cinesi) fu ripresa nel secondo giro del tour del 1988-1989 e nel successivo Dangerous World Tour (1992-1993) per aprire, invece, il brano Smooth Criminal.

## Crediti
- Michael Jackson - voce principale, arrangiamenti, cori, percussioni
- Jackie Jackson - cori, percussioni
- Tito Jackson - cori, chitarra, percussioni
- Randy Jackson - cori, percussioni
- Marlon Jackson - cori, timpani, percussioni
- La Toya Jackson - urlo (introduzione del brano)
- Stephanie Spruill, Maxine Willard Waters e Julia Tillman Waters - cori
- Greg Phillinganes - tastiere
- David Williams - chitarra
- Mike Sembello - chitarra
- Paul Jackson Jr. - chitarra
- Tom Tom 84 - arrangiamenti dei fiati
- Ollie Brown - batteria
- Nathan Watts - basso
- Paulinho da Costa - percussioni
- Gene Corso - effetti speciali
- Jerry Hey - arrangiamenti dell'introduzione

## Classifiche
| Classifica (1980)          | Posizione massima |
| -------------------------- | ----------------- |
| Stati Uniti                | 22                |
| Billboard Hot Soul Singles | 2                 |